# Ørland
Ørland és un municipi situat al comtat de Trøndelag, Noruega. Té 5.209 habitants (2016) i té una superfície de 73 km². El centre administratiu del municipi és el nucli de Brekstad. Ørland es declarà ciutat l'any 2005.
El municipi es troba a l'extrem sud-oest de la península de Fosen a la costa nord de la desembocadura del fiord de Trondheim.

## Informació general
El municipi d'Ørland es va establir l'1 de gener de 1838. El 1853, el districte nord de Bjugn es va separar per esdevenir un municipi propi. Això va deixar Ørland amb 3.361 residents. L'1 de gener de 1896, el districte sud de Værnes es va separar d'Ørland per esdevenir el municipi propi d'Agdenes. Després de la divisió, Ørland tenia 3.649 habitants.

### Nom
El nom en nòrdic antic era Yrjar. Aquesta és una forma plural derivat de aurr que significa "grava". Més tard es va canviar per Ørieland fins a esdevenir el mot actual.

### Escut d'armes
L'escut d'armes és dels anys setanta. Se'ls va concedir el 9 de febrer de 1979. Els braços es deriven dels braços de Inger, Mare de Déu de Austraat, una dona noble que vivia a Austrått senyorial, Ørland 1488-1555 i que va tenir un paper important en la història de la zona.

### Església
L'Església de Noruega té una parròquia dins del municipi d'Ørland.

## Geografia
Ørland està situat en terres baixes costaneres, a la desembocadura del fiord de Trondheim.
Al municipi hi fa bastant vent, ja que frega el mar de Noruega a l'oest i el fiord de Trondheim a l'est. La major part del municipi es troba fins a la península de Fosen, però les illes de Garten, Storfosna i Kråkvåg també estan poblades.

## Clima
El clima d'Ørland és oceànic fred. A l'estiu les temperatures màximes no acostumen a sobrepassar els 16 °C i a l'hivern les temperatures mínimes arriben fins a -3 °C. Els mesos amb més precipitació són el setembre i octubre, en què cauen 133 i 131 litres. Els mes amb menys precipitació és el maig, en què cauen 50 litres de mitjana.

## Economia
Les principals ocupacions són la base aèria principal Ørland, l'agricultura, els serveis públics i el comerç.